# Andy Dawson
Pour les articles homonymes, voir Dawson.
Andrew Stuart Dawson est un footballeur anglais né le 20 octobre 1978 à Northallerton. Il évolue actuellement en Premier League anglaise à Scunthorpe United au poste de latéral gauche. Il est le frère de Michael Dawson et de Kevin Dawson, eux aussi footballeurs professionnels.

## Carrière
- 1998 :  Nottingham Forest
- 1998-2003 :  Scunthorpe United
- 2003-2013 :  Hull City
- 2013-2015 :  Scunthorpe United[1]